# Дхарана
Дха́рана (санскр. धारणा IAST: dhāraṇā — удержание) — длительная концентрация внимания на каком-либо объекте. Это шестая (из восьми) часть йоги Патанджали, изложенной в «Йога-сутрах». Термин родственен глагольному корню дхри — «держать», «нести», «поддерживать».
Длительная глубокая концентрация естественным образом ведет к состоянию созерцания — дхьяне. Дхарана является неотъемлемой ступенью практики перед дхьяной и самадхи, все три ступени называются самьямой.

В «Сиддха-сиддханта-паддхати» говорится, что качества дхараны — это стойкое пребывание в собственной сущности. Согласно Мантра-йога-самхите дхарана является одним из звеньев мантра-йоги. Определение дхараны из первой строки третьей главы Йога-сутр:
देशबन्धश्चित्तस्य धारणा ॥ IAST: deśabandhaścittasya dhāraṇā॥ Дхарана есть удержание мысли на каком-нибудь определенном предмете.